# Echinocnemus squameus
Espèce
Echinocnemus squameus, le charançon du riz, est une espèce d'insectes coléoptères de la famille des Erirhinidae originaire d'Extrême-Orient.
Cet insecte est un ravageur secondaire du riz présent sporadiquement en Extrême-Orient, notamment en Chine, en Corée et au Japon. Les adultes se nourrissent sur les feuilles des jeunes plants de riz, près de la surface de l'eau. Leurs attaques peuvent provoquer un retard de croissance et affecter la floraison. Dans certaines conditions (vent, submersion) les plants peuvent casser au point attaqué par les insectes. Les larves qui se nourrissent sur les racines peuvent causer des dégâts plus importants, en particulier en cas d'attaques en période de tallage.